# NGC 1279
NGC 1279 é uma galáxia espiral (S) localizada na direcção da constelação de Perseus. Possui uma declinação de +41° 28' 47" e uma ascensão recta de 3 horas, 19 minutos e 59,1 segundos.